# بهزاد مصری
بهزاد مصری (انگلیسی: Behzad Mesri) یک فرد ایرانی است که به جرم هک کردن سایت اچ‌بی‌او تحت تعقیب اف‌بی‌آی می‌باشد. جرم‌هایی که مصری به آنها متهم شده‌است عبارتند از: «کلاه‌برداری رایانه‌ای – دسترسی غیرمجاز به رایانهٔ محفوظ، کلاه‌برداری اینترنتی، کلاه‌برداری رایانه‌ای – تهدید به نقض محرمانگی اطلاعات، کلاه‌برداری رایانه‌ای – تهدید آسیب رسانی به رایانهٔ محفوظ و نقض محرمانگی اطلاعات، فرستادن بین ایالتی یک مکاتبهٔ تهدید آمیز و سرقت هویت مشدد».

## ماجرای حمله سایبری
شبکه اچ‌بی‌او آمریکا در تابستان سال ۲۰۱۷ مورد توسط بهزاد مصری و به کمک رسول اکبری و مصطفی مومنی [9] [10] [12] "عضو اصلی  گروه هکری بچه گربه ملوس" پرسنل کادر سپاه ارتش سایبری ایران (به انگلیسی: Iranian Cyber Army حمله سایبری قرار گرفت و ۱٫۵ ترابایت از داده‌های این شبکه به سرقت رفت. از اطلاعات به سرقت رفته می‌توان به داستان و قسمت‌های منتشر نشده سریال‌های: بازی تاج و تخت، فوتبالیست‌ها، زیاد ذوق‌زده نشو و شیطان اشاره کرد. این هکر سعی در اخاذی از اچ‌بی‌او به مبلغی در حدود ۶ میلیون دلار به صورت بیت‌کوین داشته تا به صورت ناشناس و بدون ردگیری پول را دریافت کند تا اطلاعات به سرقت رفته را منتشر نکند. اما به دلیل نپذیرفتن این شرط از سوی اچ‌بی‌او، هکر مقداری از اطلاعات سرقتی را در اینترنت منتشر کرد. همچنین بعد از هک شدن اچ‌بی‌او به تمامی کارکنان اچ‌بی‌او ایمیلی ارسال شده‌است با مضمون: "سلام به همه بازنده‌ها بله درسته! اچ‌بی‌او هک شده! مواظب باشید سکته نکنید!!!"

## افشای هویت هکر
در ۲۱ نوامبر۲۰۱٩ دادگاه منطقه‌ای ایالات متحده در ایالت جنوبی نیویورک اعلام کرد یک فرد ایرانی به نام بهزاد مصری و با نام مستعار سکوت وحشت (انگلیسی: Sokote Vahshat) در یک حمله سایبری به شبکه اچ‌بی‌او توانسته مقدار قابل توجهی از داده‌های این شبکه را به سرقت ببرد. جون کیم دادستان ایالات متحده در یک نشست خبری اعلام کرد بهزاد مصری در ایران است و هم‌اکنون نمی‌توان وی را دستگیر کرد اما به محض خروج از ایران دستگیر خواهد شد. آقای کیم پرداختن پول توسط اچ‌بی‌او را تکذیب کرد.
همچنین دادستان کیم تکذیب کرد که اتهاماتی که به آقای بهزاد مصری نسبت داده شده‌است بخشی از تلاش‌های هماهنگ وزارت دادگستری برای افزایش فشار بر نمایندگان کنگره است تا تحریم‌ها علیه ایران را تشدید کند. جون کیم اظهار کرد مصری یک هکر با تجربه بوده که پیش از این نیز به دستگاه‌های نظامی ایران کمک کرده تا به وبسایت‌ها و تأسیسات مختلف در سراسر جهان از جمله به تأسیسات هسته‌ای اسرائیل حمله سایبری کنند. همچنین به گفته دادستانی، بهزاد مصری عضو یک گروه هکری  بوده و توانسته‌اند وبسایت‌هایی از سراسر جهان از جمله آمریکا را هک کنند.
همچنین واشینگتن پست اعلام کرد در اینگونه پرونده‌ها هویت هکر فاش نمی‌شود تا هکر متوجه لو رفتن خود نشود و به این صورت بتوان وی را دستگیر کرد اما با فشار وزارت امور خارجه آمریکا و کاخ سفید بر مقامات قضایی و انتظامی، خواستند تا هویت هکر فاش شود. به گفته واشینگتن پست افشای هویت هکر ایرانی به خواست دونالد ترامپ بوده تا بتوان با فشار بر کنگره تحریم‌های جدیدی را علیه ایران وضع کرد.